# هودونیتسه (منطقه تابور)
هودونیتسه (به چکی: Hodonice) یک منطقهٔ مسکونی در جمهوری چک است که در منطقه تابور واقع شده است. هودونیتسه ۹٫۴۶ کیلومتر مربع مساحت و ۱۳۱ نفر جمعیت دارد و ۴۲۰ متر بالاتر از سطح دریا واقع شده است.